# 2012年のWTAツアー
2012年のWTAツアーは2012年のWTAツアーの日程と決勝結果である。

## 日程
2012年WTAカレンダーより作成
| グランドスラム                        |
| オリンピック                          |
| WTAツアー選手権                       |
| プレミア・マンダトリー                |
| プレミア5                             |
| WTAトーナメント・オブ・チャンピオンズ |
| プレミア                              |
| インターナショナル                    |
| チームイベント                        |

| 日時            | 大会名 | 優勝者                                                              | 準優勝者                                                  | 試合結果 （スコア）    |
| --------------- | --- | ------------------------------------------------------------------- | --------------------------------------------------------- | ---------------------- |
| 1月2日          | ホップマンカップ パース 男女混合国別対抗戦 - ハード (室内) - 8チーム (RR)                                                    | チェコ                                                              | フランス                                                  | 2-0                    |
| 1月2日          | ブリスベン国際 ブリスベン $655,000 - ハード - 32S/32Q/16D                                                                    | カイア・カネピ                                                      | ダニエラ・ハンチュコバ                                    | 6–2, 6–1               |
| 1月2日          | ブリスベン国際 ブリスベン $655,000 - ハード - 32S/32Q/16D                                                                    | ヌリア・リャゴステラ・ビベス アランチャ・パラ・サントンハ           | ラケル・コップス＝ジョーンズ アビゲイル・スピアーズ       | 7–6(2), 7–6(2)         |
| 1月2日          | ASBクラシック オークランド $220,000 - ハード - 32S/32Q/16D                                                                   | 鄭潔                                                                | フラビア・ペンネッタ                                      | 2–6, 6–3, 2–0 途中棄権 |
| 1月2日          | ASBクラシック オークランド $220,000 - ハード - 32S/32Q/16D                                                                   | アンドレア・フラバーチコバ ルーシー・ハラデツカ                     | ユリア・ゲルゲス フラビア・ペンネッタ                     | 6–7(2), 6–2, [10–7]    |
| 1月9日          | アピア国際 シドニー $637,000 - ハード - 30S/48Q/16D                                                                          | ビクトリア・アザレンカ                                              | 李娜                                                      | 6–2, 1–6, 6–3          |
| 1月9日          | アピア国際 シドニー $637,000 - ハード - 30S/48Q/16D                                                                          | クベタ・ペシュケ カタリナ・スレボトニク                             | リーゼル・フーバー リサ・レイモンド                       | 6–1, 4–6, [13–11]      |
| 1月9日          | モーリラ・ホバート国際 ホバート $220,000 - ハード - 32S/32Q/16D                                                              | モナ・バルテル                                                      | ヤニナ・ウィックマイヤー                                  | 6–1, 6–2               |
| 1月9日          | モーリラ・ホバート国際 ホバート $220,000 - ハード - 32S/32Q/16D                                                              | イリーナ＝カメリア・ベグ モニカ・ニクレスク                         | 荘佳容 マリーナ・エラコビッチ                             | 6-7(4), 7-6(4), [10-5] |
| 1月16日 1月23日 | 全豪オープン メルボルン $12,122,762 - ハード 128S/96Q/64D/32X シングルス – ダブルス – 混合ダブルス                           | ビクトリア・アザレンカ                                              | マリア・シャラポワ                                        | 6–3, 6–0               |
| 1月16日 1月23日 | 全豪オープン メルボルン $12,122,762 - ハード 128S/96Q/64D/32X シングルス – ダブルス – 混合ダブルス                           | スベトラーナ・クズネツォワ ベラ・ズボナレワ                         | サラ・エラニ ロベルタ・ビンチ                             | 5–7, 6–4, 6–3          |
| 1月16日 1月23日 | 全豪オープン メルボルン $12,122,762 - ハード 128S/96Q/64D/32X シングルス – ダブルス – 混合ダブルス                           | ベサニー・マテック＝サンズ ホリア・テカウ                           | エレーナ・ベスニナ リーンダー・パエス                     | 6–3, 5–7, [10–3]       |
| 1月30日         | フェドカップ1回戦 モスクワ - ハード (室内) シャルルロワ - ハード (室内) ビエッラ - クレー シュトゥットガルト - ハード (室内) | 勝利チーム · ロシア · セルビア · イタリア · チェコ                  | 敗退チーム · スペイン · ベルギー · ウクライナ · ドイツ    | 3–2 4–1                |
| 2月6日          | GDFスエズ・オープン パリ $637,000 - ハード (室内) - 30S/32Q/16D                                                              | アンゲリク・ケルバー                                                | マリオン・バルトリ                                        | 7–6(3), 5–7, 6–3       |
| 2月6日          | GDFスエズ・オープン パリ $637,000 - ハード (室内) - 30S/32Q/16D                                                              | リーゼル・フーバー リサ・レイモンド                                 | アンナ＝レナ・グローネフェルト ペトラ・マルティッチ       | 7–6(3), 6–1            |
| 2月6日          | PTTパタヤ・オープン パタヤ $220,000 - ハード - 32S/16Q/16D                                                                   | ダニエラ・ハンチュコバ                                              | マリア・キリレンコ                                        | 6–7(4), 6–3, 6–3       |
| 2月6日          | PTTパタヤ・オープン パタヤ $220,000 - ハード - 32S/16Q/16D                                                                   | サニア・ミルザ アナスタシア・ロディオノワ                           | 詹詠然 詹皓晴                                             | 3–6, 6–1, [10–8]       |
| 2月13日         | カタール・トータル・オープン ドーハ $2,168,400 - ハード - 56S/32Q/26D                                                        | ビクトリア・アザレンカ                                              | サマンサ・ストーサー                                      | 6–1, 6–2               |
| 2月13日         | カタール・トータル・オープン ドーハ $2,168,400 - ハード - 56S/32Q/26D                                                        | リーゼル・フーバー リサ・レイモンド                                 | ラケル・コップス＝ジョーンズ アビゲイル・スピアーズ       | 6–3, 6–1               |
| 2月13日         | BBVAコルサニータス・カップ ボゴタ $220,000 - クレー - 32S/32Q/16D                                                            | ララ・アルアバレナ                                                  | アレクサンドラ・パノワ                                    | 6–2, 7–5               |
| 2月13日         | BBVAコルサニータス・カップ ボゴタ $220,000 - クレー - 32S/32Q/16D                                                            | エバ・ブリネロバ アレクサンドラ・パノワ                             | マンディ・ミネラ シュテファニー・フェーゲレ               | 6–2, 6–2               |
| 2月20日         | ドバイ・デューティ・フリー・テニス選手権 ドバイ $2,000,000 - ハード - 28S/32Q/16D                                            | アグニエシュカ・ラドワンスカ                                        | ユリア・ゲルゲス                                          | 7–5, 6–4               |
| 2月20日         | ドバイ・デューティ・フリー・テニス選手権 ドバイ $2,000,000 - ハード - 28S/32Q/16D                                            | リーゼル・フーバー リサ・レイモンド                                 | サニア・ミルザ エレーナ・ベスニナ                         | 6–2, 6–1               |
| 2月20日         | メンフィス国際 メンフィス $220,000 - ハード (室内) - 32S/16Q/16D                                                             | ソフィア・アルビドソン                                              | マリーナ・エラコビッチ                                    | 6–3, 6–4               |
| 2月20日         | メンフィス国際 メンフィス $220,000 - ハード (室内) - 32S/16Q/16D                                                             | アンドレア・フラバーチコバ ルーシー・ハラデツカ                     | ベラ・ドゥシェビナ オリガ・ゴボツォワ                     | 6–3, 6–4               |
| 2月20日         | モンテレイ・オープン モンテレイ $220,000 - ハード - 32S/32Q/16D                                                              | ティメア・バボシュ                                                  | アレクサンドラ・カダントゥ                                | 6–4, 6–4               |
| 2月20日         | モンテレイ・オープン モンテレイ $220,000 - ハード - 32S/32Q/16D                                                              | サラ・エラニ ロベルタ・ビンチ                                       | クルム伊達公子 張帥                                       | 6–2, 7–6(6)            |
| 2月27日         | アビエルト・メキシコ・テルセル アカプルコ $220,000 - クレー - 32S/32Q/16D                                                    | サラ・エラニ                                                        | フラビア・ペンネッタ                                      | 5–7, 7–6(2), 6–0       |
| 2月27日         | アビエルト・メキシコ・テルセル アカプルコ $220,000 - クレー - 32S/32Q/16D                                                    | サラ・エラニ ロベルタ・ビンチ                                       | ルルド・ドミンゲス・リノ アランチャ・パラ・サントンハ     | 6–2, 6–1               |
| 2月27日         | BMWマレーシア・オープン クアラルンプール $220,000 - ハード - 32S/32Q/16D                                                     | 謝淑薇                                                              | ペトラ・マルティッチ                                      | 2–6, 7–5, 4–1 途中棄権 |
| 2月27日         | BMWマレーシア・オープン クアラルンプール $220,000 - ハード - 32S/32Q/16D                                                     | 張凱貞 荘佳容                                                       | 詹皓晴 藤原里華                                           | 7–5, 6–4               |
| 3月5日 3月12日  | BNPパリバ・オープン インディアンウェルズ $4,828,050 - ハード - 96S/48Q/32D                                                   | ビクトリア・アザレンカ                                              | マリア・シャラポワ                                        | 6–2, 6–3               |
| 3月5日 3月12日  | BNPパリバ・オープン インディアンウェルズ $4,828,050 - ハード - 96S/48Q/32D                                                   | リーゼル・フーバー リサ・レイモンド                                 | サニア・ミルザ エレーナ・ベスニナ                         | 6–2, 6–3               |
| 3月19日 3月26日 | ソニー・エリクソン・オープン マイアミ $4,828,050 - ハード - 96S/48Q/32D                                                      | アグニエシュカ・ラドワンスカ                                        | マリア・シャラポワ                                        | 7–5, 6–4               |
| 3月19日 3月26日 | ソニー・エリクソン・オープン マイアミ $4,828,050 - ハード - 96S/48Q/32D                                                      | マリア・キリレンコ ナディア・ペトロワ                               | サラ・エラニ ロベルタ・ビンチ                             | 7–6(0), 4–6, [10–4]    |
| 4月2日          | ファミリー・サークル・カップ チャールストン $740,000 - クレー - 56S/48Q/16D                                                  | セリーナ・ウィリアムズ                                              | ルーシー・サファロバ                                      | 6–0, 6–1               |
| 4月2日          | ファミリー・サークル・カップ チャールストン $740,000 - クレー - 56S/48Q/16D                                                  | アナスタシア・パブリュチェンコワ ルーシー・サファロバ               | アナベル・メディナ・ガリゲス ヤロスラワ・シュウェドワ     | 5–7, 6–4, [10–6]       |
| 4月9日          | バルセロナ・レディース・オープン バルセロナ $220,000 - クレー - 32S/16Q/16D                                                  | サラ・エラニ                                                        | ドミニカ・チブルコバ                                      | 6–2, 6–2               |
| 4月9日          | バルセロナ・レディース・オープン バルセロナ $220,000 - クレー - 32S/16Q/16D                                                  | サラ・エラニ ロベルタ・ビンチ                                       | フラビア・ペンネッタ フランチェスカ・スキアボーネ         | 6–0, 6–2               |
| 4月9日          | デンマーク・オープン コペンハーゲン $220,000 - ハード (室内) - 32S/32Q/16D                                                   | アンゲリク・ケルバー                                                | キャロライン・ウォズニアッキ                              | 6–4, 6–4               |
| 4月9日          | デンマーク・オープン コペンハーゲン $220,000 - ハード (室内) - 32S/32Q/16D                                                   | クルム伊達公子 藤原里華                                             | ソフィア・アルビドソン カイア・カネピ                     | 6–2, 4–6, [10–5]       |
| 4月16日         | フェドカップ準決勝 モスクワ - クレー (室内) オストラヴァ - ハード (室内)                                                     | 勝利チーム · セルビア · チェコ                                      | 敗退チーム · ロシア · イタリア                            | 3–2 4–1                |
| 4月23日         | ポルシェ・テニス・グランプリ シュトゥットガルト $740,000 - クレー - 28S/32Q/16D                                              | マリア・シャラポワ                                                  | ビクトリア・アザレンカ                                    | 6–1, 6–4               |
| 4月23日         | ポルシェ・テニス・グランプリ シュトゥットガルト $740,000 - クレー - 28S/32Q/16D                                              | イベタ・ベネソバ バルボラ・ザフラボバ・ストリコバ                   | ユリア・ゲルゲス アンナ＝レナ・グローネフェルト           | 6–4, 7–5               |
| 4月23日         | SARラ・プリンセス・ラーラ・メリヤム・グランプリ フェズ $220,000 - クレー - 32S/32Q/16D                                       | キキ・ベルテンス                                                    | ラウラ・ポウス・ティオ                                    | 7–5, 6–0               |
| 4月23日         | SARラ・プリンセス・ラーラ・メリヤム・グランプリ フェズ $220,000 - クレー - 32S/32Q/16D                                       | ペトラ・チェトコフスカ アレクサンドラ・パノワ                       | イリーナ＝カメリア・ベグ アレクサンドラ・カダントゥ       | 3–6, 7–6(5), [11–9]    |
| 4月30日         | エストリル・オープン エストリル $220,000 - クレー - 32S/32Q/16D                                                              | カイア・カネピ                                                      | カルラ・スアレス・ナバロ                                  | 3-6, 7-6(6), 6-4       |
| 4月30日         | エストリル・オープン エストリル $220,000 - クレー - 32S/32Q/16D                                                              | 荘佳容 張帥                                                         | ヤロスラワ・シュウェドワ ガリナ・ボスコボワ               | 4-6, 6-1, [11-9]       |
| 4月30日         | ブダペスト・グランプリ ブダペスト $220,000 - クレー - 32S/16Q/16D                                                            | サラ・エラニ                                                        | エレーナ・ベスニナ                                        | 7-5, 6-4               |
| 4月30日         | ブダペスト・グランプリ ブダペスト $220,000 - クレー - 32S/16Q/16D                                                            | ヤネッテ・フサロバ マグダレナ・リバリコバ                           | エバ・ブリネロバ ミハエラ・クライチェク                   | 6–4, 6–2               |
| 5月7日          | ムチュア・マドリード・オープン マドリード €3,755,140 - クレー - 64S/32Q/28D                                                  | セリーナ・ウィリアムズ                                              | ビクトリア・アザレンカ                                    | 6–1, 6–3               |
| 5月7日          | ムチュア・マドリード・オープン マドリード €3,755,140 - クレー - 64S/32Q/28D                                                  | サラ・エラニ ロベルタ・ビンチ                                       | エカテリーナ・マカロワ エレーナ・ベスニナ                 | 6-1, 3-6, [10-4]       |
| 5月14日         | BNLイタリア国際 ローマ $2,168,400 - クレー - 56S/32Q/28D                                                                     | マリア・シャラポワ                                                  | 李娜                                                      | 4-6, 6-4, 7–6(5)       |
| 5月14日         | BNLイタリア国際 ローマ $2,168,400 - クレー - 56S/32Q/28D                                                                     | サラ・エラニ ロベルタ・ビンチ                                       | エカテリーナ・マカロワ エレーナ・ベスニナ                 | 6–2, 7–5               |
| 5月21日         | ブリュッセル・オープン ブリュッセル $637,000 - クレー - 30S/32Q/16D                                                          | アグニエシュカ・ラドワンスカ                                        | シモナ・ハレプ                                            | 7–5, 6–0               |
| 5月21日         | ブリュッセル・オープン ブリュッセル $637,000 - クレー - 30S/32Q/16D                                                          | ベサニー・マテック＝サンズ サニア・ミルザ                           | アリシア・ロソルスカ 鄭潔                                 | 6–3, 6–2               |
| 5月21日         | ストラスブール国際 ストラスブール $220,000 - クレー - 32S/32Q/16D                                                            | フランチェスカ・スキアボーネ                                        | アリーゼ・コルネ                                          | 6–4, 6–4               |
| 5月21日         | ストラスブール国際 ストラスブール $220,000 - クレー - 32S/32Q/16D                                                            | オリガ・ゴボツォワ クラウディア・ヤンス＝イグナシク                 | ナタリー・グランディン ブラディミラ・ウーリロバ           | 6–7(4), 6–3, [10–3]    |
| 5月28日 6月4日  | 全仏オープン パリ $11,315,740 - クレー 128S/96Q/64D/32X シングルス – ダブルス – 混合ダブルス                                 | マリア・シャラポワ                                                  | サラ・エラニ                                              | 6–3, 6–2               |
| 5月28日 6月4日  | 全仏オープン パリ $11,315,740 - クレー 128S/96Q/64D/32X シングルス – ダブルス – 混合ダブルス                                 | サラ・エラニ ロベルタ・ビンチ                                       | マリア・キリレンコ ナディア・ペトロワ                     | 4-6, 6-4, 6-2          |
| 5月28日 6月4日  | 全仏オープン パリ $11,315,740 - クレー 128S/96Q/64D/32X シングルス – ダブルス – 混合ダブルス                                 | サニア・ミルザ マヘシュ・ブパシ                                     | クラウディア・ヤンス＝イグナシク サンティアゴ・ゴンサレス | 7–6(3), 6–1            |
| 6月11日         | エイゴン・クラシック バーミンガム $220,000 - 芝 - 56S/32Q/16D                                                                | メラニー・ウダン                                                    | エレナ・ヤンコビッチ                                      | 6-4, 6-2               |
| 6月11日         | エイゴン・クラシック バーミンガム $220,000 - 芝 - 56S/32Q/16D                                                                | ティメア・バボシュ 謝淑薇                                           | リーゼル・フーバー リサ・レイモンド                       | 7–5, 6–7(2), [10–8]    |
| 6月11日         | ガシュタイン・レディース バートガシュタイン $220,000 - クレー - 32S/16Q/16D                                                  | アリーゼ・コルネ                                                    | ヤニナ・ウィックマイヤー                                  | 7–5, 7–6(1)            |
| 6月11日         | ガシュタイン・レディース バートガシュタイン $220,000 - クレー - 32S/16Q/16D                                                  | ジル・クレイバス ユリア・ゲルゲス                                   | アンナ＝レナ・グローネフェルト ペトラ・マルティッチ       | 6–7(4), 6–4, [11–9]    |
| 6月18日         | エイゴン国際 イーストボーン $637,000 - 芝 - 32S/32Q/16D                                                                      | タミラ・パシェク                                                    | アンゲリク・ケルバー                                      | 5–7, 6–3, 7–5          |
| 6月18日         | エイゴン国際 イーストボーン $637,000 - 芝 - 32S/32Q/16D                                                                      | ヌリア・リャゴステラ・ビベス マリア・ホセ・マルティネス・サンチェス | リーゼル・フーバー リサ・レイモンド                       | 6–4, 途中棄権          |
| 6月18日         | ユニセフ・オープン スヘルトーヘンボス $220,000 - 芝 - 32S/16Q/16D                                                            | ナディア・ペトロワ                                                  | ウルシュラ・ラドワンスカ                                  | 6–4, 6–3               |
| 6月18日         | ユニセフ・オープン スヘルトーヘンボス $220,000 - 芝 - 32S/16Q/16D                                                            | サラ・エラニ ロベルタ・ビンチ                                       | マリア・キリレンコ ナディア・ペトロワ                     | 6–4, 3–6, [11–9]       |
| 6月25日 7月2日  | ウィンブルドン ロンドン £6,631,000 - 芝 128S/96Q/64D/48X シングルス – ダブルス – 混合ダブルス                                | セリーナ・ウィリアムズ                                              | アグニエシュカ・ラドワンスカ                              | 6–1, 5–7, 6–2          |
| 6月25日 7月2日  | ウィンブルドン ロンドン £6,631,000 - 芝 128S/96Q/64D/48X シングルス – ダブルス – 混合ダブルス                                | セリーナ・ウィリアムズ ビーナス・ウィリアムズ                       | アンドレア・フラバーチコバ ルーシー・ハラデツカ           | 7–5, 6–4               |
| 6月25日 7月2日  | ウィンブルドン ロンドン £6,631,000 - 芝 128S/96Q/64D/48X シングルス – ダブルス – 混合ダブルス                                | リサ・レイモンド マイク・ブライアン                                 | エレーナ・ベスニナ リーンダー・パエス                     | 6–3, 5–7, 6–4          |
| 7月9日          | バンク・オブ・ウエスト・クラシック スタンフォード $740,000 - ハード - 28S/16Q/16D                                            | セリーナ・ウィリアムズ                                              | ココ・バンダウェイ                                        | 7–5, 6–3               |
| 7月9日          | バンク・オブ・ウエスト・クラシック スタンフォード $740,000 - ハード - 28S/16Q/16D                                            | マリーナ・エラコビッチ ヘザー・ワトソン                             | ヤルミラ・ガイドソバ バニア・キング                       | 7–5, 7–6(7)            |
| 7月9日          | パレルモ国際 パレルモ $220,000 - クレー - 32S/32Q/16D                                                                        | サラ・エラニ                                                        | バルボラ・ザフラボバ・ストリコバ                          | 6–1, 6–3               |
| 7月9日          | パレルモ国際 パレルモ $220,000 - クレー - 32S/32Q/16D                                                                        | レナタ・ボラコバ バルボラ・ザフラボバ・ストリコバ                   | ダリヤ・ユラク カタリン・マロシ                           | 7–6(5), 6–4            |
| 7月16日         | マーキュリー・インシュアランス・オープン カールスバッド $740,000 - ハード - 28S/16Q/16D                                      | ドミニカ・チブルコバ                                                | マリオン・バルトリ                                        | 6–1, 7–5               |
| 7月16日         | マーキュリー・インシュアランス・オープン カールスバッド $740,000 - ハード - 28S/16Q/16D                                      | ラケル・コップス＝ジョーンズ アビゲイル・スピアーズ                 | バニア・キング ナディア・ペトロワ                         | 6–2, 6–4               |
| 7月16日         | スウェーデン・オープン ボースタード $220,000 - クレー - 32S/32Q/16D                                                          | ポロナ・ヘルツォグ                                                  | マチルド・ヨハンソン                                      | 0–6, 6–4, 7–5          |
| 7月16日         | スウェーデン・オープン ボースタード $220,000 - クレー - 32S/32Q/16D                                                          | カタリナ・カスタノ マリアナ・ドゥケ・マリノ                         | エバ・ハルディノバ メルバナ・ユギッチ＝サルキッチ         | 6–4, 5–7, [10–6]       |
| 7月23日         | バクー・カップ バクー $220,000 - ハード - 32S/16Q/16D                                                                        | ボヤナ・ヨバノフスキ                                                | ジュリア・コーエン                                        | 6–3, 6–1               |
| 7月23日         | バクー・カップ バクー $220,000 - ハード - 32S/16Q/16D                                                                        | イリナ・ブリャコク バレリア・ソロビエワ                             | エバ・ブリネロバ アルベルタ・ブリアンティ                 | 6–3, 6–2               |
| 7月30日         | ロンドンオリンピック ロンドン - 芝 - 64S/32D/16X シングルス – ダブルス – 混合ダブルス                                        | セリーナ・ウィリアムズ                                              | マリア・シャラポワ                                        | 6–0, 6–1               |
| 7月30日         | ロンドンオリンピック ロンドン - 芝 - 64S/32D/16X シングルス – ダブルス – 混合ダブルス                                        | セリーナ・ウィリアムズ ビーナス・ウィリアムズ                       | アンドレア・フラバーチコバ ルーシー・ハラデツカ           | 6–4, 6–4               |
| 7月30日         | ロンドンオリンピック ロンドン - 芝 - 64S/32D/16X シングルス – ダブルス – 混合ダブルス                                        | ビクトリア・アザレンカ マックス・ミルヌイ                           | ローラ・ロブソン アンディ・マリー                         | 2–6, 6–3, [10–8]       |
| 7月30日         | シティ・オープン ワシントンD.C. $220,000 - ハード - 32S/16Q/16D                                                              | マグダレナ・リバリコバ                                              | アナスタシア・パブリュチェンコワ                          | 6–1, 6–1               |
| 7月30日         | シティ・オープン ワシントンD.C. $220,000 - ハード - 32S/16Q/16D                                                              | 青山修子 張凱貞                                                     | イリーナ・ファルコニ シャネル・シェパーズ                 | 7–5, 6–2               |
| 8月6日          | ロジャーズ・カップ モントリオール $2,168,400 - ハード - 48S/64Q/28D                                                          | ペトラ・クビトバ                                                    | 李娜                                                      | 7–5, 2–6, 6–3          |
| 8月6日          | ロジャーズ・カップ モントリオール $2,168,400 - ハード - 48S/64Q/28D                                                          | クラウディア・ヤンス＝イグナシク クリスティナ・ムラデノビッチ       | ナディア・ペトロワ カタリナ・スレボトニク                 | 7–5, 2–6, [10–7]       |
| 8月13日         | WSファイナンシャル・グループ女子オープン シンシナティ $2,168,400 - ハード - 54S/48Q/28D                                      | 李娜                                                                | アンゲリク・ケルバー                                      | 1–6, 6–3, 6–1          |
| 8月13日         | WSファイナンシャル・グループ女子オープン シンシナティ $2,168,400 - ハード - 54S/48Q/28D                                      | アンドレア・フラバーチコバ ルーシー・ハラデツカ                     | カタリナ・スレボトニク 鄭潔                               | 6–1, 6–3               |
| 8月20日         | ニューヘイブン・オープン ニューヘイブン $637,000 - ハード - 30S/32Q/16D                                                      | ペトラ・クビトバ                                                    | マリア・キリレンコ                                        | 7–6(9), 7–5            |
| 8月20日         | ニューヘイブン・オープン ニューヘイブン $637,000 - ハード - 30S/32Q/16D                                                      | リーゼル・フーバー リサ・レイモンド                                 | アンドレア・フラバーチコバ ルーシー・ハラデツカ           | 4–6, 6–0, [10–4]       |
| 8月20日         | テキサス・テニス・オープン ダラス $220,000 - ハード - 32S/16Q/16D                                                            | ロベルタ・ビンチ                                                    | エレナ・ヤンコビッチ                                      | 7–5, 6–3               |
| 8月20日         | テキサス・テニス・オープン ダラス $220,000 - ハード - 32S/16Q/16D                                                            | マリーナ・エラコビッチ ヘザー・ワトソン                             | リガ・デクメイエレ イリーナ・ファルコニ                   | 6–3, 6–0               |
| 8月27日 9月3日  | 全米オープン ニューヨーク $11,517,008 - ハード 128S/128Q/64D/32X シングルス – ダブルス – 混合ダブルス                        | セリーナ・ウィリアムズ                                              | ビクトリア・アザレンカ                                    | 6–2, 2–6, 7–5          |
| 8月27日 9月3日  | 全米オープン ニューヨーク $11,517,008 - ハード 128S/128Q/64D/32X シングルス – ダブルス – 混合ダブルス                        | サラ・エラニ ロベルタ・ビンチ                                       | アンドレア・フラバーチコバ ルーシー・ハラデツカ           | 6–4, 6–2               |
| 8月27日 9月3日  | 全米オープン ニューヨーク $11,517,008 - ハード 128S/128Q/64D/32X シングルス – ダブルス – 混合ダブルス                        | エカテリーナ・マカロワ ブルーノ・ソアレス                           | クベタ・ペシュケ マルチン・マトコフスキ                   | 6–7(8), 6–1, [12–10]   |
| 9月10日         | タシケント・オープン タシケント $220,000 - ハード - 32S/32Q/16D                                                              | イリーナ＝カメリア・ベグ                                            | ドナ・ベキッチ                                            | 6–4, 6–4               |
| 9月10日         | タシケント・オープン タシケント $220,000 - ハード - 32S/32Q/16D                                                              | ポーラ・カニア ポリーナ・ペクホワ                                   | アンナ・チャクベタゼ ベスナ・ドロンツ                     | 6–2, 途中棄権          |
| 9月10日         | ベル・チャレンジ ケベック・シティー $220,000 - ハード (室内) - 32S/32Q/16D                                                   | キルステン・フリプケンス                                            | ルーシー・ハラデツカ                                      | 6–1, 7–5               |
| 9月10日         | ベル・チャレンジ ケベック・シティー $220,000 - ハード (室内) - 32S/32Q/16D                                                   | タチヤナ・マレック クリスティナ・ムラデノビッチ                     | アリシア・ロソルスカ ヘザー・ワトソン                     | 7–6(5), 6–7(6), [10-7] |
| 9月17日         | KDB韓国オープン ソウル $500,000 - ハード - 32S/32Q/16D                                                                       | キャロライン・ウォズニアッキ                                        | カイア・カネピ                                            | 6–1, 6–0               |
| 9月17日         | KDB韓国オープン ソウル $500,000 - ハード - 32S/32Q/16D                                                                       | ラケル・コップス＝ジョーンズ アビゲイル・スピアーズ                 | アクグル・アマンムラドワ バニア・キング                   | 2–6, 6–2, [10–8]       |
| 9月17日         | 広州国際女子オープン 広州 $220,000 - ハード - 32S/32Q/16D                                                                    | 謝淑薇                                                              | ローラ・ロブソン                                          | 6–3, 5–7, 6–4          |
| 9月17日         | 広州国際女子オープン 広州 $220,000 - ハード - 32S/32Q/16D                                                                    | タマリネ・タナスガーン 張帥                                         | ヤルミラ・ガイドソバ モニカ・ニクレスク                   | 2-6, 6-2, [10-8]       |
| 9月24日         | 東レ・パンパシフィック・オープン 東京 $2,168,400 - ハード - 56S/32Q/16D                                                      | ナディア・ペトロワ                                                  | アグニエシュカ・ラドワンスカ                              | 6–0, 1–6, 6–3          |
| 9月24日         | 東レ・パンパシフィック・オープン 東京 $2,168,400 - ハード - 56S/32Q/16D                                                      | ラケル・コップス＝ジョーンズ アビゲイル・スピアーズ                 | アンナ＝レナ・グローネフェルト クベタ・ペシュケ           | 6–1, 6–4               |
| 10月1日         | チャイナ・オープン 北京 $4,828,050 - ハード - 60S/32Q/28D                                                                    | ビクトリア・アザレンカ                                              | マリア・シャラポワ                                        | 6–3, 6–1               |
| 10月1日         | チャイナ・オープン 北京 $4,828,050 - ハード - 60S/32Q/28D                                                                    | エカテリーナ・マカロワ エレーナ・ベスニナ                           | ヌリア・リャゴステラ・ビベス サニア・ミルザ               | 7–5, 7–5               |
| 10月8日         | ジェネラーリ・レディース・リンツ リンツ $220,000 - ハード (室内) - 32S/32Q/16D                                               | ビクトリア・アザレンカ                                              | ユリア・ゲルゲス                                          | 6–3, 6–4               |
| 10月8日         | ジェネラーリ・レディース・リンツ リンツ $220,000 - ハード (室内) - 32S/32Q/16D                                               | アンナ＝レナ・グローネフェルト クベタ・ペシュケ                     | ユリア・ゲルゲス バルボラ・ザフラボバ・ストリコバ         | 6–3, 6–4               |
| 10月8日         | HPオープン 大阪 $220,000 - ハード - 32S/32Q/16D                                                                              | ヘザー・ワトソン                                                    | 張凱貞                                                    | 7–5, 5–7, 7–6(4)       |
| 10月8日         | HPオープン 大阪 $220,000 - ハード - 32S/32Q/16D                                                                              | ラケル・コップス＝ジョーンズ アビゲイル・スピアーズ                 | クルム伊達公子 ヘザー・ワトソン                           | 6–1, 6–4               |
| 10月15日        | クレムリン・カップ モスクワ $740,000 - ハード (室内) - 28S/32Q/16D                                                           | キャロライン・ウォズニアッキ                                        | サマンサ・ストーサー                                      | 6–2, 4–6, 7–5          |
| 10月15日        | クレムリン・カップ モスクワ $740,000 - ハード (室内) - 28S/32Q/16D                                                           | エカテリーナ・マカロワ エレーナ・ベスニナ                           | マリア・キリレンコ ナディア・ペトロワ                     | 6–3, 1–6, [10–8]       |
| 10月15日        | BGLルクセンブルク・オープン ルクセンブルク市 $220,000 - ハード (室内) - 32S/32Q/16D                                          | ビーナス・ウィリアムズ                                              | モニカ・ニクレスク                                        | 6–2, 6–3               |
| 10月15日        | BGLルクセンブルク・オープン ルクセンブルク市 $220,000 - ハード (室内) - 32S/32Q/16D                                          | アンドレア・フラバーチコバ ルーシー・ハラデツカ                     | イリーナ＝カメリア・ベグ モニカ・ニクレスク               | 6–3, 6–4               |
| 10月22日        | TEB・BNPパリバ・WTAチャンピオンシップ イスタンブール $4,900,000 - ハード (室内) - 8S (RR)/4D                                 | セリーナ・ウィリアムズ                                              | マリア・シャラポワ                                        | 6–4, 6–3               |
| 10月22日        | TEB・BNPパリバ・WTAチャンピオンシップ イスタンブール $4,900,000 - ハード (室内) - 8S (RR)/4D                                 | マリア・キリレンコ ナディア・ペトロワ                               | アンドレア・フラバーチコバ ルーシー・ハラデツカ           | 6–1, 6–4               |
| 10月29日        | トーナメント・オブ・チャンピオンズ ソフィア $750,000 - ハード (室内) - 8S                                                    | ナディア・ペトロワ                                                  | キャロライン・ウォズニアッキ                              | 6–2, 6–1               |
| 10月29日        | フェドカップ決勝 プラハ - ハード (室内)                                                                                      | チェコ                                                              | セルビア                                                  | 3–1                    |

## 2012年最終ランキング
| 順位 | 選手                         | ポイント | 出場数 |
| ---- | ---------------------------- | -------- | ------ |
| 1    | ビクトリア・アザレンカ       | 10595    | 18     |
| 2    | マリア・シャラポワ           | 10045    | 17     |
| 3    | セリーナ・ウィリアムズ       | 9400     | 15     |
| 4    | アグニエシュカ・ラドワンスカ | 7425     | 22     |
| 5    | アンゲリク・ケルバー         | 5550     | 21     |
| 6    | サラ・エラニ                 | 5100     | 23     |
| 7    | 李娜                         | 5095     | 18     |
| 8    | ペトラ・クビトバ             | 5085     | 20     |
| 9    | サマンサ・ストーサー         | 4135     | 23     |
| 10   | キャロライン・ウォズニアッキ | 3765     | 23     |

| 順位 | 選手                         | ポイント | 出場数 |
| ---- | ---------------------------- | -------- | ------ |
| 1    | ロベルタ・ビンチ             | 10030    | 18     |
| 2    | サラ・エラニ                 | 10030    | 16     |
| 3    | アンドレア・フラバーチコバ   | 8160     | 17     |
| 4    | ルーシー・ハラデツカ         | 8160     | 16     |
| 5    | ナディア・ペトロワ           | 7065     | 17     |
| 6    | リサ・レイモンド             | 6585     | 22     |
| 7    | マリア・キリレンコ           | 6550     | 14     |
| 8    | リーゼル・フーバー           | 6510     | 20     |
| 9    | エレーナ・ベスニナ           | 6120     | 17     |
| 10   | ヌリア・リャゴステラ・ビベス | 5540     | 21     |

## 主な引退選手
- キム・クライシュテルス
- ヒセラ・ドゥルコ
- イペク・セノグル
- ヤユク・バスキ
- カーリー・ガリクソン
- パオラ・スアレス
- 中村藍子
- 不田涼子